# Ligue des champions masculine de l'EHF 2018-2019
Navigation
Ligue des champions 2017-2018 Ligue des champions 2019-2020
La saison 2018-2019 de la Ligue des champions masculine de l'EHF est la 59e édition de la compétition, anciennement Coupe d'Europe des clubs champions. Organisée par l'EHF, elle met aux prises 28 équipes européennes.
La compétition est remportée par le club macédonien du Vardar Skopje pour la deuxième fois après sa victoire en 2017, et ce malgré les importantes difficultés qui touchent le club après le départ annoncé de son mécène,. Le Vardar a ainsi créé la surprise en écartant lors de la finale à quatre, le FC Barcelone, grand favori, puis le Veszprém KSE qui s'incline ainsi pour la quatrième fois en finale. Pour les clubs français, après une édition 2017-2018 exceptionnelle, le Paris Saint-Germain et le HBC Nantes ont tous deux été éliminés en quarts de finale tandis que le Montpellier Handball, tenant du titre, n'est pas parvenue à se qualifier en huitièmes de finale à l'issue de la phase de groupes.

## Formule

### Participants
Un total de 34 clubs issus de 23 pays sont qualifiés ou ont fait une demande pour obtenir une invitation,.

#### Équipes qualifiées
Ainsi, conformément au coefficient EHF établi pour la saison 2018/2019, 22 équipes représentant 20 champions nationaux ainsi que les vices-champions d'Allemagne et d'Espagne sont qualifiés.
| Rang | Pays              | Équipe                 | Statut                                  | Répartition |
| ---- | ----------------- | ---------------------- | --------------------------------------- | ----------- |
| 1    | Allemagne         | SG Flensburg-Handewitt | 1er du Championnat d'Allemagne          | Poule haute |
| 1    | Allemagne         | Rhein-Neckar Löwen     | 2e du Championnat d'Allemagne           | Poule haute |
| 2    | Espagne           | FC Barcelone           | 1er du Championnat d'Espagne            | Poule haute |
| 2    | Espagne           | CB Ademar León         | 2e du Championnat d'Espagne             | Poule basse |
| 3    | Hongrie           | SC Pick Szeged         | 1er du Championnat de Hongrie           | Poule haute |
| 4    | France            | Paris Saint-Germain    | 1er du Championnat de France            | Poule haute |
| 5    | Pologne           | KS Kielce              | 1er du Championnat de Pologne           | Poule haute |
| 6    | Danemark          | Skjern Håndbold        | 1er du Championnat du Danemark          | Poule haute |
| 7    | Macédoine du Nord | Vardar Skopje          | 1er du Championnat de Macédoine du Nord | Poule haute |
| 8    | Croatie           | RK Zagreb              | 1er du Championnat de Croatie           | Poule haute |
| 9    | Portugal          | Sporting CP            | 1er du Championnat du Portugal          | Poule basse |
| 10   | Slovénie          | RK Celje               | 1er du Championnat de Slovénie          | Poule haute |
| 11   | Roumanie          | Dinamo Bucarest        | 1er du Championnat de Roumanie          | Poule basse |
| 12   | Biélorussie       | HC Meshkov Brest       | 1er du Championnat de Biélorussie       | Poule haute |
| 13   | Suisse            | Wacker Thoune          | 1er du Championnat de Suisse            | Poule basse |
| 14   | Ukraine           | HC Motor Zaporijia     | 1er du Championnat d'Ukraine            | Poule haute |
| 15   | Suède             | IFK Kristianstad       | 1er du Championnat de Suède             | Poule haute |
| 16   | Norvège           | Elverum Handball       | 1er du Championnat de Norvège           | Poule basse |
| 17   | Russie            | Medvedi Tchekhov       | 1er du Championnat de Russie            | Poule basse |
| 22   | Slovaquie         | HT Tatran Prešov       | 1er du Championnat de Slovaquie         | Poule basse |
| 23   | Turquie           | Beşiktaş JK            | 1er du Championnat de Turquie           | Poule basse |
| 24   | Finlande          | Riihimäen Cocks        | 1er du Championnat de Finlande          | Poule basse |

À noter que les champions des Pays-Bas (HV Aalsmeer), de Serbie (Vojvodina Novi Sad), d'Islande (ÍB Vestmannaeyja) de République tchèque (HC Dukla Prague), d'Israël (Hapoël Rishon LeZion), de Belgique (Achilles Bocholt) et d'Autriche (Fivers Margareten) ont abandonné leur place attribuée d'office.

#### Équipes ayant sollicité une invitation
Parallèlement aux clubs directement qualifiés, les clubs qualifiés pour la Coupe de l'EHF ont la possibilité de déposer un dossier auprès de l'EHF pour obtenir une qualification sur invitation (Wild-Card). Ainsi, un total de 12 clubs issus de 11 pays ont fait une demande pour obtenir une invitation :
| Rang | Pays              | Équipe                | Statut                                      | Répartition                           |
| ---- | ----------------- | --------------------- | ------------------------------------------- | ------------------------------------- |
| 1    | Allemagne         | Füchse Berlin         | 3e du Championnat d'Allemagne               | Non retenu, reversé en Coupe de l'EHF |
| 3    | Hongrie           | Veszprém KSE          | 2e du Championnat de Hongrie                | Poule haute                           |
| 4    | France            | Montpellier Handball  | 2e du Champ. de France et tenant du titre   | Poule haute                           |
| 4    | France            | HBC Nantes            | 3e du Champ. de France et finaliste en 2018 | Poule haute                           |
| 5    | Pologne           | Wisła Płock           | 2e du Championnat de Pologne                | Poule basse                           |
| 6    | Danemark          | Bjerringbro-Silkeborg | 2e du Championnat du Danemark               | Poule basse                           |
| 7    | Macédoine du Nord | Metalurg Skopje       | 2e du Championnat de Macédoine du Nord      | Poule basse                           |
| 10   | Slovénie          | Gorenje Velenje       | 3e du Championnat de Slovénie               | Non retenu, reversé en Coupe de l'EHF |
| 12   | Biélorussie       | SKA Minsk             | 2e du Championnat de Biélorussie            | Non retenu, reversé en Coupe de l'EHF |
| 18   | Pays-Bas          | Limburg Lions         | 2e du Championnat des Pays-Bas              | Non retenu, reversé en Coupe de l'EHF |
| 25   | Israël            | Maccabi Rishon LeZion | 3e du Championnat d'Israël                  | Non retenu, reversé en Coupe de l'EHF |
| 27   | Autriche          | Alpla HC Hard         | 2e du Championnat d'Autriche                | Non retenu, reversé en Coupe de l'EHF |

Contrairement aux saisons précédentes, il n'y a aucun tournoi de qualification les 28 places disponibles ayant été toutes attribuées.
On peut également noter que la France est la seule nation avec trois représentants – qui plus est en poule haute – tandis que les deux premiers au classement 2017 du coefficient EHF, l'Allemagne et l'Espagne, ne possèdent que deux clubs qualifiés.

### Répartition des équipes
La répartition des équipes entre les poules hautes et les poules basses est dévoilée le 18 juin 2018. Elle est obtenue à partir d'un classement établi selon huit critères :
- qualité de la salle (capacité, qualité du terrain, commodités pour les supporters et les médias, loges VIP...) ;
- contrats de diffusion TV des pays concernés ;
- classement dans le championnat national ;
- spectateurs (nombre, ambiance...) ;
- performances dans les compétitions européennes sur les trois années précédentes ;
- respect du cahier des charges de l'EHF ;
- utilisation des réseaux sociaux.

### Calendrier
| Nom                           | Tirage au sort | Dates                      | Nombre de participants |
| ----------------------------- | -------------- | -------------------------- | ---------------------- |
| Phase de groupes (2018-2019)  |                |                            |                        |
| Poules hautes                 | 29 juin 2018   | 12 septembre au 3 mars     | 16                     |
| Poules basses                 | 29 juin 2018   | 12 septembre au 2 décembre | 12                     |
| Phase finale (2019)           |                |                            |                        |
| Demi-finales de poules basses | -              | 20 février au 3 mars       | 4                      |
| Huitièmes de finale           | -              | 20 au 31 mars              | 12                     |
| Quarts de finale              | -              | 24 avril au 5 mai          | 8                      |
| Final Four                    | 7 mai 2019     | 1er et 2 juin              | 4                      |

## Phase de groupes

### Poules hautes
L'équipe terminant première de sa poule est directement qualifiée pour les quarts de finale, les équipes classées de la 2e à la 6e place sont qualifiées pour les huitièmes de finale et les équipes classées aux 7e et 8e places sont éliminées.
Légende
- Directement qualifié pour les quarts de finale
- Qualifié pour les huitièmes de finale
- Éliminé (7e et 8e place)
- T : Tenant du titre

#### Groupe A
|   | Équipe                 | Pts | J  | G  | N | P  | Bp  | Bc  | Diff |  | Résultats (dom.\ext.) | BAR   | VES   | VAR   | KIE   | RNL   | BRE   | MON   | KRI   |
| - | ---------------------- | --- | -- | -- | - | -- | --- | --- | ---- |  | --------------------- | ----- | ----- | ----- | ----- | ----- | ----- | ----- | ----- |
| 1 | FC Barcelone           | 24  | 14 | 12 | 0 | 2  | 486 | 391 | 95   |  | FC Barcelone          |       | 31-28 | 34-26 | 31-27 | 30-25 | 41-32 | 35-27 | 43-26 |
| 2 | Veszprém KSE           | 20  | 14 | 10 | 0 | 4  | 410 | 382 | 28   |  | Veszprém KSE          | 29-26 |       | 24-27 | 29-27 | 28-29 | 28-20 | 25-19 | 36-27 |
| 3 | Vardar Skopje          | 19  | 14 | 9  | 1 | 4  | 406 | 390 | 16   |  | Vardar Skopje         | 26-30 | 27-29 |       | 28-27 | 29-27 | 30-23 | 33-27 | 33-25 |
| 4 | KS Kielce              | 14  | 14 | 7  | 0 | 7  | 439 | 430 | 9    |  | KS Kielce             | 36-42 | 35-36 | 31-27 |       | 35-32 | 33-31 | 27-28 | 33-31 |
| 5 | Rhein-Neckar Löwen     | 14  | 14 | 7  | 0 | 7  | 418 | 410 | 8    |  | Rhein-Neckar Löwen    | 35-34 | 25-29 | 27-30 | 30-29 |       | 33-27 | 37-27 | 36-27 |
| 6 | HC Meshkov Brest       | 9   | 14 | 4  | 1 | 9  | 379 | 419 | -40  |  | HC Meshkov Brest      | 21-29 | 28-29 | 31-31 | 26-35 | 27-24 |       | 26-23 | 32-23 |
| 7 | Montpellier Handball T | 7   | 14 | 3  | 1 | 10 | 377 | 414 | -37  |  | Montpellier Handball  | 28-36 | 29-30 | 24-27 | 26-29 | 31-26 | 29-23 |       | 30-31 |
| 8 | IFK Kristianstad       | 5   | 14 | 2  | 1 | 11 | 396 | 475 | -79  |  | IFK Kristianstad      | 25-44 | 32-29 | 30-31 | 33-34 | 27-32 | 30-32 | 29-29 |       |

#### Groupe B
|   | Équipe                 | Pts | J  | G  | N | P  | Bp  | Bc  | Diff |  | Résultats (dom.\ext.)  | PAR   | SZE   | FLE   | NAN   | ZAP   | ZAG   | SKJ   | CEL   |
| - | ---------------------- | --- | -- | -- | - | -- | --- | --- | ---- |  | ---------------------- | ----- | ----- | ----- | ----- | ----- | ----- | ----- | ----- |
| 1 | Paris Saint-Germain    | 26  | 14 | 13 | 0 | 1  | 455 | 385 | 70   |  | Paris Saint-Germain    |       | 33-31 | 29-28 | 35-34 | 31-25 | 33-28 | 38-28 | 33-21 |
| 2 | SC Pick Szeged         | 20  | 14 | 9  | 2 | 3  | 411 | 397 | 14   |  | SC Pick Szeged         | 33-32 |       | 30-28 | 30-28 | 30-29 | 26-26 | 33-33 | 33-24 |
| 3 | SG Flensburg-Handewitt | 15  | 14 | 7  | 1 | 6  | 378 | 370 | 8    |  | SG Flensburg-Handewitt | 20-27 | 27-25 |       | 29-29 | 31-24 | 29-31 | 26-22 | 27-26 |
| 4 | HBC Nantes             | 14  | 14 | 5  | 4 | 5  | 421 | 408 | 13   |  | HBC Nantes             | 31-35 | 29-26 | 31-34 |       | 23-27 | 23-20 | 35-27 | 38-27 |
| 5 | HC Motor Zaporijia     | 11  | 14 | 5  | 1 | 8  | 413 | 412 | 1    |  | Motor Zaporijia        | 29-35 | 31-32 | 28-26 | 30-30 |       | 35-27 | 33-23 | 36-27 |
| 6 | RK Zagreb              | 11  | 14 | 4  | 3 | 7  | 359 | 388 | -29  |  | RK Zagreb              | 21-32 | 23-24 | 21-22 | 27-27 | 27-24 |       | 32-29 | 24-22 |
| 7 | Skjern Håndbold        | 8   | 14 | 3  | 2 | 9  | 398 | 439 | -41  |  | Skjern Håndbold        | 24-26 | 26-29 | 24-31 | 32-34 | 37-33 | 31-31 |       | 35-32 |
| 8 | RK Celje               | 7   | 14 | 3  | 1 | 10 | 380 | 416 | -36  |  | RK Celje               | 32-36 | 28-29 | 23-20 | 29-29 | 33-28 | 30-21 | 26-27 |       |

### Poules basses
Les deux premières équipes de chaque poule se qualifient pour des demi-finales de qualification en format croisé (premier contre deuxième de l'autre poule) à l'issue desquelles les vainqueurs sont qualifiés pour les huitièmes de finale. Les équipes classées de la 3e à la 6e place sont quant à elles éliminées.
Légende
- Qualifié pour les demi-finales de qualification
- Éliminé (3e à la 6e place)

#### Groupe C
|   | Équipe                | Pts | J  | G | N | P | Bp  | Bc  | Diff | Dép |  | Résultats (dom.\ext.) | BJE   | SPO   | PRE   | MED   | BES   | SKO   |
| - | --------------------- | --- | -- | - | - | - | --- | --- | ---- | --- |  | --------------------- | ----- | ----- | ----- | ----- | ----- | ----- |
| 1 | Bjerringbro-Silkeborg | 16  | 10 | 8 | 0 | 2 | 323 | 273 | 50   | /   |  | Bjerringbro-Silkeborg |       | 29-28 | 29-30 | 39-28 | 34-27 | 33-25 |
| 2 | Sporting CP           | 14  | 10 | 7 | 0 | 3 | 304 | 277 | 27   | +1  |  | Sporting CP           | 32-35 |       | 26-28 | 33-31 | 34-28 | 34-26 |
| 3 | HT Tatran Prešov      | 14  | 10 | 7 | 0 | 3 | 278 | 268 | 10   | -1  |  | Tatran Prešov         | 26-24 | 27-30 |       | 27-28 | 27-23 | 30-24 |
| 4 | Medvedi Tchekhov      | 8   | 10 | 4 | 0 | 6 | 280 | 279 | 1    | /   |  | Medvedi Tchekhov      | 24-30 | 22-23 | 38-26 |       | 22-24 | 33-25 |
| 5 | Beşiktaş JK           | 6   | 10 | 3 | 0 | 7 | 255 | 289 | -34  | /   |  | Besiktas JK           | 24-37 | 27-33 | 22-28 | 27-30 |       | 23-22 |
| 6 | RK Metalurg Skopje    | 2   | 10 | 1 | 0 | 9 | 246 | 300 | -54  | /   |  | Metalurg Skopje       | 29-33 | 24-31 | 24-29 | 25-24 | 22-30 |       |

#### Groupe D
|   | Équipe           | Pts | J  | G | N | P | Bp  | Bc  | Diff | Dép |  | Résultats (dom.\ext.) | BUC   | PLO   | ELV   | LEO   | RII   | THO   |
| - | ---------------- | --- | -- | - | - | - | --- | --- | ---- | --- |  | --------------------- | ----- | ----- | ----- | ----- | ----- | ----- |
| 1 | Dinamo Bucarest  | 14  | 10 | 7 | 0 | 3 | 293 | 280 | 13   | +2  |  | Dinamo Bucarest       |       | 24-21 | 26-24 | 35-30 | 24-22 | 35-34 |
| 2 | Wisła Płock      | 14  | 10 | 7 | 0 | 3 | 278 | 250 | 28   | -2  |  | Wisla Plock           | 29-28 |       | 30-28 | 25-23 | 34-18 | 34-24 |
| 3 | Elverum Handball | 13  | 10 | 6 | 1 | 3 | 278 | 272 | 6    | /   |  | Elverum Håndball      | 29-28 | 28-30 |       | 30-25 | 28-27 | 29-28 |
| 4 | CB Ademar León   | 12  | 10 | 5 | 2 | 3 | 252 | 251 | 1    | /   |  | Ademar León           | 31-28 | 27-24 | 24-24 |       | 23-20 | 24-21 |
| 5 | Riihimäen Cocks  | 6   | 10 | 2 | 2 | 6 | 246 | 269 | -23  | /   |  | Riihimäen Cocks       | 31-32 | 27-26 | 25-28 | 19-19 |       | 31-29 |
| 6 | Wacker Thoune    | 1   | 10 | 0 | 1 | 9 | 268 | 293 | -25  | /   |  | Wacker Thoune         | 29-33 | 23-25 | 29-30 | 25-26 | 26-26 |       |

#### Demi-finales de qualification
Le vainqueur de chacune des deux demi-finales de qualification obtient sa qualification pour les huitièmes de finale :
| Match | Club        | Aller      | Aller   | Score total | Retour  | Retour     | Club                  |
| Match | Club        | Date       | Score   | Score total | Score   | Date       | Club                  |
| ----- | ----------- | ---------- | ------- | ----------- | ------- | ---------- | --------------------- |
| K1    | Sporting CP | 23 février | 32 – 31 | 59 – 57     | 27 – 26 | 28 février | Dinamo Bucarest       |
| K2    | Wisła Płock | 23 février | 22 – 26 | 49 – 46     | 27 – 20 | 3 mars     | Bjerringbro-Silkeborg |

Pour les deux confrontations, le match retour a été décisif :
- le Sporting CP, vainqueur d'un but à domicile à l'aller, est allé chercher sa qualification en s'imposant sur la même marge au Dinamo Bucarest ;
- le Wisła Płock, battu de quatre buts à domicile à l'aller et mené de deux buts à la mi-temps au retour, a réalisé une dernière demi-heure exceptionnelle (14-5) pour s'imposer de 7 buts au Danemark et ainsi arracher sa qualification pour les huitièmes de finale.

## Phase finale
Douze équipes, dix issues des poules hautes et deux issues demi-finales de qualification des poules basses, jouent des matchs à élimination directe en matchs aller et retour. Les 6 équipes victorieuses rejoignent en quarts de finale les deux équipes ayant terminé premières des poules hautes. Concernant la Finale à quatre, un tirage au sort détermine les équipes qui s'affrontent en demi-finales.
La Finale à quatre (ou en anglais : Final Four) a lieu les 1er et 2 juin 2019 dans la Lanxess Arena de Cologne en Allemagne. 
|  | Huitièmes de finale | Huitièmes de finale    | Huitièmes de finale | Huitièmes de finale |    |                        | Quarts de finale | Quarts de finale | Quarts de finale | Quarts de finale |                 |                 | Demi-finales (tirage au sort) | Demi-finales (tirage au sort) | Demi-finales (tirage au sort) | Demi-finales (tirage au sort) |  |  | Finale | Finale | Finale | Finale |
|  |                     |                        |                     |                     |    |                        |                  |                  |                  |                  |                 |                 |                               |                               |                               |                               |  |  |        |        |        |        |
|  |                     |                        |                     |                     |    |                        |                  |                  |                  |                  |                 |                 |                               |                               |                               |                               |  |  |        |        |        |        |
|  | A6                  | HC Meshkov Brest       | 28                  | 20                  |    |                        |                  |                  |                  |                  |                 |                 |                               |                               |                               |                               |  |  |        |        |        |        |
|  | A6                  | HC Meshkov Brest       | 28                  | 20                  |    |                        |                  |                  |                  |                  |                 |                 |                               |                               |                               |                               |  |  |        |        |        |        |
|  | B3                  | SG Flensburg-Handewitt | 30                  | 30                  |    |                        |                  |                  |                  |                  |                 |                 |                               |                               |                               |                               |  |  |        |        |        |        |
|  | B3                  | SG Flensburg-Handewitt | 30                  | 30                  | B3 | SG Flensburg-Handewitt | 22               | 25               |                  |                  |                 |                 |                               |                               |                               |                               |  |  |        |        |        |        |
|  |                     |                        |                     |                     | B3 | SG Flensburg-Handewitt | 22               | 25               |                  |                  |                 |                 |                               |                               |                               |                               |  |  |        |        |        |        |
|  |                     |                        | A2                  | Veszprém KSE        | 28 | 29                     |                  |                  |                  |                  |                 |                 |                               |                               |                               |                               |  |  |        |        |        |        |
|  | K1                  | Sporting CP            | A2                  | Veszprém KSE        | 28 | 29                     | 28               | 29               |                  |                  |                 |                 |                               |                               |                               |                               |  |  |        |        |        |        |
|  | K1                  | Sporting CP            |                     |                     |    |                        |                  | 29               |                  |                  |                 |                 |                               |                               |                               |                               |  |  |        |        |        |        |
|  | A2                  | Veszprém KSE           | 30                  | 35                  |    |                        |                  |                  |                  |                  |                 |                 |                               |                               |                               |                               |  |  |        |        |        |        |
|  | A2                  | Veszprém KSE           | 30                  | 35                  | A2 | Veszprém KSE           | 33               | 33               |                  |                  |                 |                 |                               |                               |                               |                               |  |  |        |        |        |        |
|  |                     |                        |                     |                     | A2 | Veszprém KSE           | 33               | 33               |                  |                  |                 |                 |                               |                               |                               |                               |  |  |        |        |        |        |
|  |                     |                        | A4                  | KS Kielce           | 30 | 30                     |                  |                  |                  |                  |                 |                 |                               |                               |                               |                               |  |  |        |        |        |        |
|  | B5                  | HC Motor Zaporijia     | A4                  | KS Kielce           | 30 | 30                     | 33               | 29               |                  |                  |                 |                 |                               |                               |                               |                               |  |  |        |        |        |        |
|  | B5                  | HC Motor Zaporijia     |                     |                     |    |                        |                  | 29               |                  |                  |                 |                 |                               |                               |                               |                               |  |  |        |        |        |        |
|  | A4                  | KS Kielce              | 33                  | 34                  |    |                        |                  |                  |                  |                  |                 |                 |                               |                               |                               |                               |  |  |        |        |        |        |
|  | A4                  | KS Kielce              | 33                  | 34                  | A4 | KS Kielce              | 34               | 26               |                  |                  |                 |                 |                               |                               |                               |                               |  |  |        |        |        |        |
|  |                     |                        |                     |                     | A4 | KS Kielce              | 34               | 26               |                  |                  |                 |                 |                               |                               |                               |                               |  |  |        |        |        |        |
|  |                     |                        | B1                  | Paris Saint-Germain | 24 | 35                     |                  |                  |                  |                  |                 |                 |                               |                               |                               |                               |  |  |        |        |        |        |
|  |                     |                        |                     |                     | 24 | 35                     |                  |                  |                  |                  |                 |                 |                               |                               |                               |                               |  |  |        |        |        |        |
|  |                     |                        |                     |                     |    |                        |                  |                  |                  |                  |                 |                 |                               |                               |                               |                               |  |  |        |        |        |        |
|  |                     |                        |                     |                     |    |                        |                  |                  |                  |                  |                 |                 |                               |                               |                               |                               |  |  |        |        |        |        |
|  | A2                  | Veszprém KSE           | 24                  | 24                  |    |                        |                  |                  |                  |                  |                 |                 |                               |                               |                               |                               |  |  |        |        |        |        |
|  | A2                  | Veszprém KSE           | 24                  | 24                  |    |                        |                  |                  |                  |                  |                 |                 |                               |                               |                               |                               |  |  |        |        |        |        |
|  |                     |                        | A3                  | Vardar Skopje       | 27 | 27                     |                  |                  |                  |                  |                 |                 |                               |                               |                               |                               |  |  |        |        |        |        |
|  | A5                  | Rhein-Neckar Löwen     | A3                  | Vardar Skopje       | 27 | 27                     | 34               | 27               |                  |                  |                 |                 |                               |                               |                               |                               |  |  |        |        |        |        |
|  | A5                  | Rhein-Neckar Löwen     |                     |                     |    |                        |                  | 27               |                  |                  |                 |                 |                               |                               |                               |                               |  |  |        |        |        |        |
|  | B4                  | HBC Nantes             | 32                  | 30                  |    |                        |                  |                  |                  |                  |                 |                 |                               |                               |                               |                               |  |  |        |        |        |        |
|  | B4                  | HBC Nantes             | 32                  | 30                  | B4 | HBC Nantes             | 25               | 26               |                  |                  |                 |                 |                               |                               |                               |                               |  |  |        |        |        |        |
|  |                     |                        |                     |                     | B4 | HBC Nantes             | 25               | 26               |                  |                  |                 |                 |                               |                               |                               |                               |  |  |        |        |        |        |
|  |                     |                        | A1                  | FC Barcelone        | 32 | 29                     |                  |                  |                  |                  |                 |                 |                               |                               |                               |                               |  |  |        |        |        |        |
|  |                     |                        |                     |                     | 32 | 29                     |                  |                  |                  |                  |                 |                 |                               |                               |                               |                               |  |  |        |        |        |        |
|  |                     |                        |                     |                     |    |                        |                  |                  |                  |                  |                 |                 |                               |                               |                               |                               |  |  |        |        |        |        |
|  |                     |                        |                     |                     |    |                        |                  |                  |                  |                  |                 |                 |                               |                               |                               |                               |  |  |        |        |        |        |
|  | A1                  | FC Barcelone           | 27                  | 27                  |    |                        |                  |                  |                  |                  |                 |                 |                               |                               |                               |                               |  |  |        |        |        |        |
|  | A1                  | FC Barcelone           | 27                  | 27                  |    |                        |                  |                  |                  |                  |                 |                 |                               |                               |                               |                               |  |  |        |        |        |        |
|  |                     |                        | A3                  | Vardar Skopje       | 29 | 29                     |                  |                  |                  |                  |                 |                 |                               |                               |                               |                               |  |  |        |        |        |        |
|  | B6                  | RK Zagreb              | A3                  | Vardar Skopje       | 29 | 29                     | 18               | 30               |                  |                  |                 |                 |                               |                               |                               |                               |  |  |        |        |        |        |
|  | B6                  | RK Zagreb              |                     |                     |    |                        |                  | 30               |                  |                  |                 |                 |                               |                               |                               |                               |  |  |        |        |        |        |
|  | A3                  | Vardar Skopje          | 27                  | 32                  |    |                        |                  |                  |                  |                  |                 |                 |                               |                               |                               |                               |  |  |        |        |        |        |
|  | A3                  | Vardar Skopje          | 27                  | 32                  | A3 | Vardar Skopje          | 31               | 25               | Troisième place  | Troisième place  | Troisième place | Troisième place |                               |                               |                               |                               |  |  |        |        |        |        |
|  |                     |                        |                     |                     | A3 | Vardar Skopje          | 31               | 25               | Troisième place  | Troisième place  | Troisième place | Troisième place |                               |                               |                               |                               |  |  |        |        |        |        |
|  |                     |                        | B2                  | SC Pick Szeged      | 23 | 29                     |                  |                  |                  |                  |                 |                 |                               |                               |                               |                               |  |  |        |        |        |        |
|  | K2                  | Wisła Płock            | B2                  | SC Pick Szeged      | 23 | 29                     | 20               | 16               |                  |                  |                 |                 |                               |                               |                               |                               |  |  |        |        |        |        |
|  | K2                  | Wisła Płock            |                     |                     |    |                        |                  | 16               |                  |                  | A4              | KS Kielce       | 35                            | 35                            |                               |                               |  |  |        |        |        |        |
|  | B2                  | SC Pick Szeged         | 22                  | 23                  |    |                        |                  |                  |                  |                  | A4              | KS Kielce       | 35                            | 35                            |                               |                               |  |  |        |        |        |        |
|  | B2                  | SC Pick Szeged         | 22                  | 23                  | A1 | FC Barcelone           | 40               | 40               |                  |                  |                 |                 |                               |                               |                               |                               |  |  |        |        |        |        |
|  |                     |                        |                     |                     |    |                        |                  |                  |                  |                  |                 |                 |                               |                               |                               |                               |  |  |        |        |        |        |

### Huitièmes de finale
Les huitièmes de finale se déroulent entre le 20 et 24 mars (aller) et entre le 30 et le 31 mars (retour).
| Équipe             | Aller   | Total   | Retour  | Équipe                 |
| ------------------ | ------- | ------- | ------- | ---------------------- |
| Rhein-Neckar Löwen | 34 – 32 | 61 – 62 | 27 – 30 | HBC Nantes             |
| HC Motor Zaporijia | 33 – 33 | 62 – 67 | 29 – 34 | KS Kielce              |
| HC Meshkov Brest   | 28 – 30 | 48 – 60 | 20 – 30 | SG Flensburg-Handewitt |
| RK Zagreb          | 18 – 27 | 48 – 59 | 30 – 32 | Vardar Skopje          |
| Wisła Płock        | 20 – 22 | 36 – 45 | 16 – 23 | SC Pick Szeged         |
| Sporting CP        | 28 – 30 | 57 – 65 | 29 – 35 | Veszprém KSE           |

### Quarts de finale
Les quarts de finale se déroulent entre les 24 et 28 avril (aller) et entre les 1er et 5 mai (retour).
| Équipe                 | Aller   | Total   | Retour  | Équipe              |
| ---------------------- | ------- | ------- | ------- | ------------------- |
| HBC Nantes             | 25 – 32 | 51 – 61 | 26 – 29 | FC Barcelone        |
| KS Kielce              | 34 – 24 | 60 – 59 | 26 – 35 | Paris Saint-Germain |
| SG Flensburg-Handewitt | 22 – 28 | 47 – 57 | 25 – 29 | Veszprém KSE        |
| Vardar Skopje          | 31 – 23 | 56 – 52 | 25 – 29 | SC Pick Szeged      |

### Finale à quatre
La Finale à quatre (ou en anglais : Final Four) a lieu les 1er et 2 juin 2019 dans la Lanxess Arena de Cologne en Allemagne.
|  | Demi-finales         | Demi-finales         |                        |    | Finale             | Finale             |
|  | Demi-finales         | Demi-finales         |                        |    | Finale             | Finale             |
|  |                      |                      |                        |    |                    |                    |
|  | 1er juin 2019, 15h15 | 1er juin 2019, 15h15 |                        |    | 2 juin 2019, 18h00 | 2 juin 2019, 18h00 |
|  | 1er juin 2019, 15h15 | 1er juin 2019, 15h15 |                        |    | 2 juin 2019, 18h00 | 2 juin 2019, 18h00 |
|  | Veszprém KSE         | 33                   |                        |    | 2 juin 2019, 18h00 | 2 juin 2019, 18h00 |
|  | Veszprém KSE         | 33                   |                        |    | 2 juin 2019, 18h00 | 2 juin 2019, 18h00 |
|  | KS Kielce            | 30                   |                        |    | 2 juin 2019, 18h00 | 2 juin 2019, 18h00 |
|  | KS Kielce            | 30                   | Veszprém KSE           | 24 |                    |                    |
|  | 1er juin 2019, 18h00 |                      | Veszprém KSE           | 24 |                    |                    |
|  |                      | Vardar Skopje        | 27                     |    |                    |                    |
|  | FC Barcelone         | Vardar Skopje        | 27                     | 27 |                    |                    |
|  | FC Barcelone         |                      |                        | 27 |                    |                    |
|  | Vardar Skopje        | 29                   |                        |    |                    |                    |
|  | Vardar Skopje        | 29                   | Match pour la 3e place |    |                    |                    |
|  |                      |                      |                        |    |                    |                    |
|  | 2 juin 2019, 15h15   |                      |                        |    |                    |                    |
|  |                      |                      |                        |    |                    |                    |
|  | KS Kielce            | 35                   |                        |    |                    |                    |
|  | KS Kielce            | 35                   |                        |    |                    |                    |
|  | FC Barcelone         | 40                   |                        |    |                    |                    |
|  | FC Barcelone         | 40                   |                        |    |                    |                    |

## Les champions d'Europe
| Champion d'Europe - Ligue des champions 2018-2019 Vardar Skopje 2e titre |

L'effectif du Vardar Skopje était :
- Vuko Borozan
- Daniel Chichkarev
- Ivan Čupić
- Christian Dissinger
- Timour Dibirov
- Khalifa Ghedbane
- Sergueï Gorbok
- Gleb Kalarash
- Igor Karačić
- Dmitri Kisselev
- Dainis Krištopāns
- Rogério Moraes Ferreira
- Dejan Milosavljev
- Vlado Nedanovski
- Martin Popovski
- Staš Skube
- Stojanče Stoilov
- Janja Vojvodić

Entraineur
- Roberto García Parrondo

## Statistiques et récompenses

### Équipe-type
| Milosavljev · Dibirov Aguinagalde · Čupić Hansen Mahé Krištopāns Meilleur défenseur : Blaž Blagotinšek Meilleur espoir : Ludovic Fabregas Meilleur entraîneur : Roberto García Parrondo Meilleur buteur : Alex Dujshebaev (99 buts) |

L'équipe-type de la compétition, désignée le 31 mai à la veille de la Finale à quatre, est :
| Poste                | Joueur                  | Club                |
| -------------------- | ----------------------- | ------------------- |
| Gardien de but       | Dejan Milosavljev       | Vardar Skopje       |
| Ailier gauche        | Timour Dibirov          | Vardar Skopje       |
| Arrière gauche       | Mikkel Hansen           | Paris Saint-Germain |
| Demi-centre          | Kentin Mahé             | Veszprém KSE        |
| Pivot                | Julen Aguinagalde       | KS Kielce           |
| Arrière droit        | Dainis Krištopāns       | Vardar Skopje       |
| Ailier droit         | Ivan Čupić              | Vardar Skopje       |
| Défenseur            | Blaž Blagotinšek        | Veszprém KSE        |
| Espoir               | Ludovic Fabregas        | FC Barcelone        |
| Entraîneur           | Roberto García Parrondo | Vardar Skopje       |
| MVP de la Finale à 4 | Igor Karačić            | Vardar Skopje       |

### Statistiques
Au l'issue de la compétition, les meilleurs buteurs sont :
| Rang | Joueur            | Club                 | Buts |
| ---- | ----------------- | -------------------- | ---- |
| 1    | Alex Dujshebaev   | KS Kielce            | 99   |
| 2    | Dainis Krištopāns | Vardar Skopje        | 94   |
| 3    | Andy Schmid       | Rhein-Neckar Löwen   | 91   |
| 4    | Melvyn Richardson | Montpellier Handball | 87   |
| 4    | Barys Pukhouski   | HC Motor Zaporijia   | 87   |
| 6    | Zlatko Horvat     | RK Zagreb            | 85   |
| 7    | Valero Rivera     | HBC Nantes           | 81   |
| 8    | Nedim Remili      | Paris Saint-Germain  | 80   |
| 9    | Jannik Kohlbacher | Rhein-Neckar Löwen   | 79   |
| 9    | Uwe Gensheimer    | Paris Saint-Germain  | 79   |
| 9    | Igor Karačić      | Vardar Skopje        | 79   |
| 9    | Petar Nenadić     | Veszprém KSE         | 79   |